# Sportwagen-Weltmeisterschaft 1973

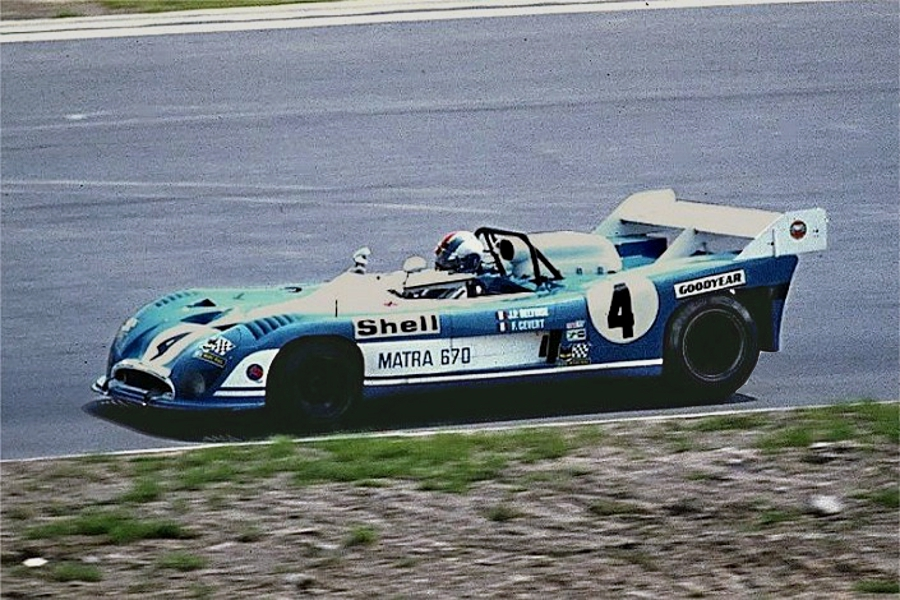
Die großen Gegner 1973 waren die Werkswagen von Matra und Ferrari. Auf den Bildern zu sehen François Cevert (Matra MS670)…

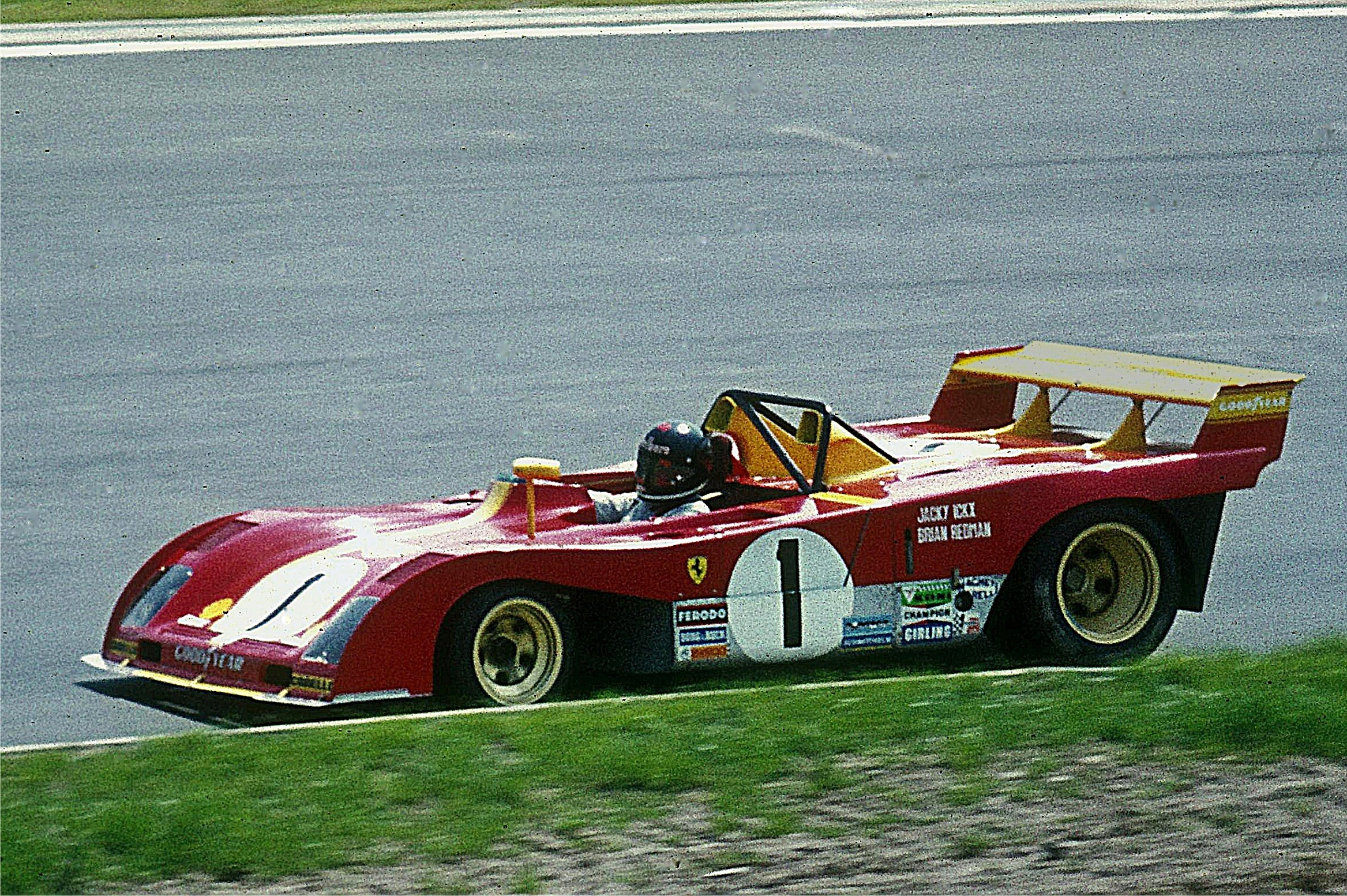
…und Jacky Ickx (Ferrari 312PB) beim 1000-km-Rennen auf dem Nürburgring

Die Sportwagen-Weltmeisterschaft 1973 war die 21. Saison dieser Meisterschaft. Sie begann am 4. Februar und endete am 21. Juli 1973.

## Meisterschaft
Bei der Mille Miglia 1953 begann die Geschichte der Scuderia Ferrari in der Sportwagen-Weltmeisterschaft. Das 1000-Meilen-Rennen war 1953 der zweite Wertungslauf der Saison und endete mit dem Gesamtsieg von Gianni Marzotto und Marco Crosara im Werks-Ferrari 340MM Vignale. Es folgten mehr als zwei Jahrzehnte, in denen die Scuderia Rennwagen für die Rennen der Weltmeisterschaft meldete. Zwischen 1953 und 1972 gewann der italienische Rennstall 13 Meistertitel und beendete mehr als 70 Rennen an der Spitze der Gesamtwertung. In der zweiten Hälfte der Saison entschied die Teamleitung der Scuderia nach Absprache mit dem Firmengründer Enzo Ferrari, die Rennaktivitäten in Hinkunft ganz auf die Formel 1 zu konzentrieren und damit den Ausstieg aus dem Sportwagensport. Das 6-Stunden-Rennen von Watkins Glen 1973 war somit der letzte Sportwagen-Weltmeisterschaftslauf mit einer Beteiligung von Ferrari-Werkswagen.
Die Rennsaison stand im Zeichen der Konfrontation der Werkswagen von Matra und Ferrari, die klar zu Gunsten der französischen Prototypen entschieden wurde. Während Henri Pescarolo und Gérard Larrousse fünf Saisonsiege einfuhren, blieb der zweite Matra MS670, gefahren von François Cevert und Jean-Pierre Beltoise sieglos. Cevert konnte allerdings einen Erfolg verbuchen, da er beim 6-Stunden-Rennen von Vallelunga einige Zeit im Siegerwagen von Larrousse und Pescarolo fuhr. Die beiden Ferrari-Erfolge in Monza und auf dem Nürburgring gelangen Jacky Ickx und Brian Redman.
Der letzte Weltmeisterschaftseinsatz der Scuderia endete mit einem zweiten Endrang. Die Weltmeisterschaft gewann Matra mit 124 Punkten vor Ferrari mit 115 Wertungszählern. 

## Rennkalender
| Nr. | Datum           | Rennname / Rennstrecke                                              | Team                     | Gesamtsieger                                     | Fahrzeug                | Meisterschaft |
| --- | --------------- | ------------------------------------------------------------------- | ------------------------ | ------------------------------------------------ | ----------------------- | ------------- |
| 1   | 3. – 4. Februar | 24-Stunden-Rennen von Daytona (Daytona International Speedway)      | Brumos Porsche           | Peter Gregg Hurley Haywood                       | Porsche 911 Carrera RSR | Alle          |
| 2   | 25. März        | 6-Stunden-Rennen von Vallelunga (Autodromo Vallelunga)              | Equipe Matra-Simca       | Henri Pescarolo Gérard Larrousse François Cevert | Matra-Simca MS670B      | Alle          |
| 3   | 15. April       | 1000-km-Rennen von Dijon (Circuit de Dijon-Prenois)                 | Equipe Matra-Simca       | Henri Pescarolo Gérard Larrousse                 | Matra-Simca MS670B      | Alle          |
| 4   | 25. April       | 1000-km-Rennen von Monza (Autodromo Nazionale Monza)                | Spa Ferrari SEFAC        | Jacky Ickx Brian Redman                          | Ferrari 312PB long      | Alle          |
| 5   | 6. Mai          | 1000-km-Rennen von Spa-Francorchamps (Circuit de Spa-Francorchamps) | Gulf Research            | Derek Bell Mike Hailwood                         | Mirage M6               | Alle          |
| 6   | 13. Mai         | Targa Florio (Piccolo circuito delle Madonie)                       | Martini Racing           | Herbert Müller Gijs van Lennep                   | Porsche Carrera RSR     | Alle          |
| 7   | 27. Mai         | 1000-km-Rennen auf dem Nürburgring (Nürburgring)                    | SpA Ferrari SEFAC        | Jacky Ickx Brian Redman                          | Ferrari 312PB           | Alle          |
| 8   | 9. – 10. Juni   | 24-Stunden-Rennen von Le Mans (Circuit des 24 Heures)               | Equipe Matra-Simca Shell | Henri Pescarolo Gérard Larrousse                 | Matra-Simca MS670B      | Alle          |
| 9   | 24. Juni        | 1000-km-Rennen von Zeltweg (Österreichring)                         | Equipe Matra-Simca       | Henri Pescarolo Gérard Larrousse                 | Matra-Simca MS670B      | Alle          |
| 10  | 21. Juli        | 6-Stunden-Rennen von Watkins Glen (Watkins Glen International)      | Equipe Matra             | Henri Pescarolo Gérard Larrousse                 | Matra-Simca MS670B      | Alle          |

## Meisterschaft der Konstrukteure

### Marken-Weltmeisterschaft
| Position | Konstrukteur | 1  | 2  | 3   | 4   | 5  | 6  | 7  | 8  | 9    | 10   | Gesamt |
| -------- | ------------ | -- | -- | --- | --- | -- | -- | -- | -- | ---- | ---- | ------ |
| 1        | Matra        |    | 20 | 20  | 12  | 12 |    |    | 20 | 20   | 20   | 124    |
| 2        | Ferrari      | 15 | 15 | 15  | 20  | 10 |    | 20 | 15 | (12) | (15) | 115    |
| 3        | Porsche      | 20 | 8  | (3) | (3) | 8  | 20 | 10 | 10 | (3)  | 6    | 82     |
| 4        | Mirage       |    |    | 8   |     | 20 |    |    |    | 10   | 10   | 48     |
| 5        | Lola         |    | 6  | 6   | 10  | 6  | 8  |    |    |      |      | 36     |
| 6        | Chevron      |    | 1  |     | 4   | 2  | 10 | 12 |    | 1    |      | 30     |
| 7        | Alfa Romeo   |    |    |     | 8   |    | 1  |    | 4  | 4    |      | 17     |
| 8        | Lancia       |    |    |     |     |    | 15 |    |    |      |      | 15     |
| 9        | Chevrolet    | 12 |    |     |     |    |    |    |    |      | 2    | 14     |
| 10       | Ligier       |    |    |     |     |    |    |    | 3  |      |      | 3      |

### Internationaler Cup für GT-Fahrzeuge
| Position | Konstrukteur | 1    | 2  | 3  | 4  | 5  | 6  | 7  | 8    | 9 | 10 | Gesamt |
| -------- | ------------ | ---- | -- | -- | -- | -- | -- | -- | ---- | - | -- | ------ |
| 1        | Porsche      | (12) | 20 | 20 | 20 | 20 | 20 | 20 | (15) |   | 20 | 140    |
| 2        | Ferrari      | 20   |    |    |    |    |    |    | 20   |   |    | 40     |
| 3        | Chevrolet    | 15   |    |    |    |    |    |    | 8    |   | 15 | 38     |
| 4        | Alfa Romeo   |      |    |    |    |    | 10 |    |      |   |    | 10     |